# زهرة النانو

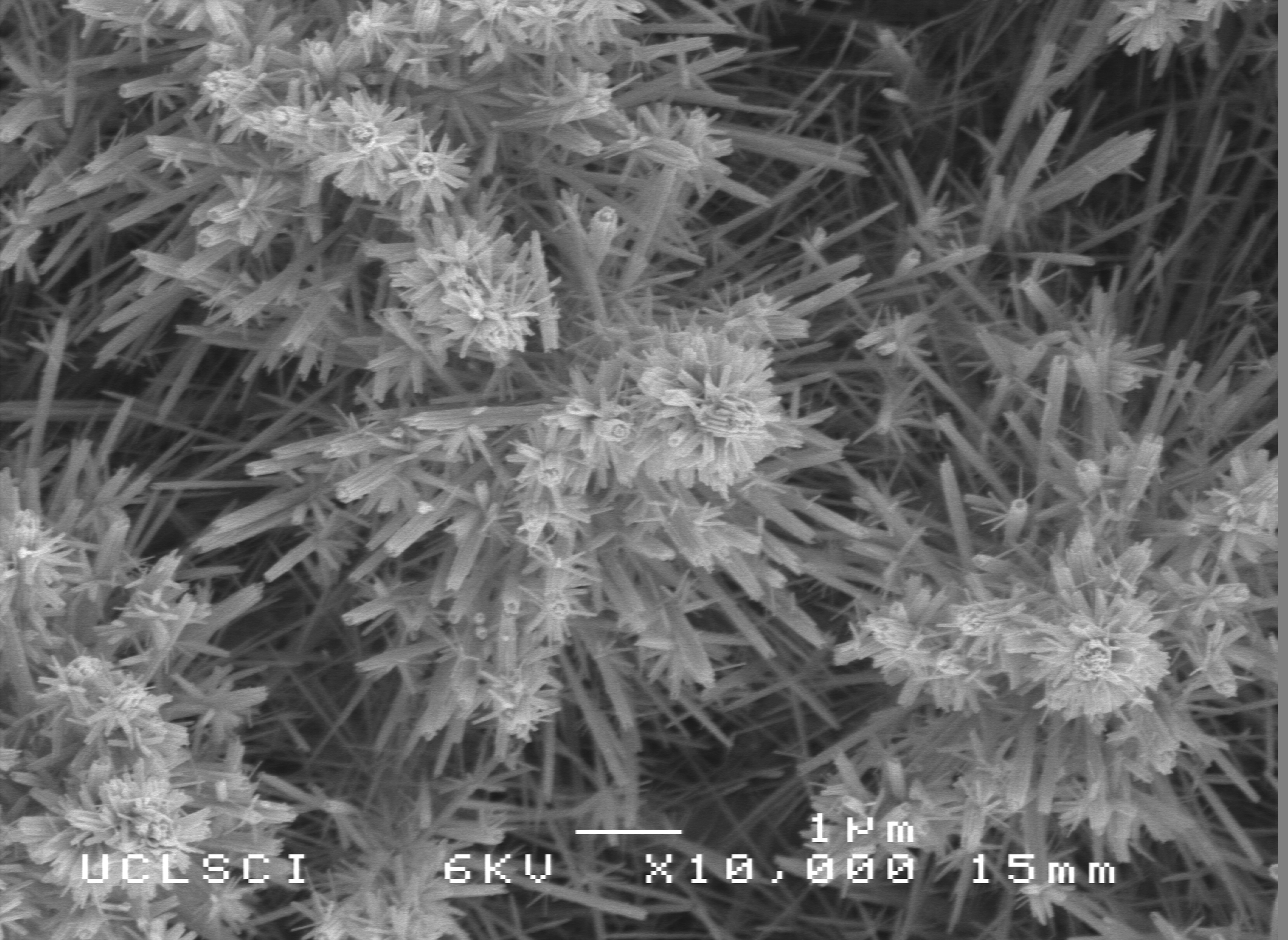

زهرة نانو أو زهرة النانو (بالإنجليزية: nanoflower)‏ ،وهو مصطلح في علم الكيمياء، ويشير إلى مركب من عناصر معينة يكون من تشكيلات التي ترى بواسطة ألمجهر باشكال تشبه الزهور، أو في بعض الحالات، الأشجار وتسمى هذه بباقات ألنانو (بالإنجليزية: nanobouquets)‏ أو أشجار ألنانو (بالإنجليزية: nanotrees)‏.
هذه التشكيلات هي نانومتر طويلة وسميكة بحيث من الممكن فقط ملاحظتها باستخدام المجهر الإلكتروني.